# Modlnica

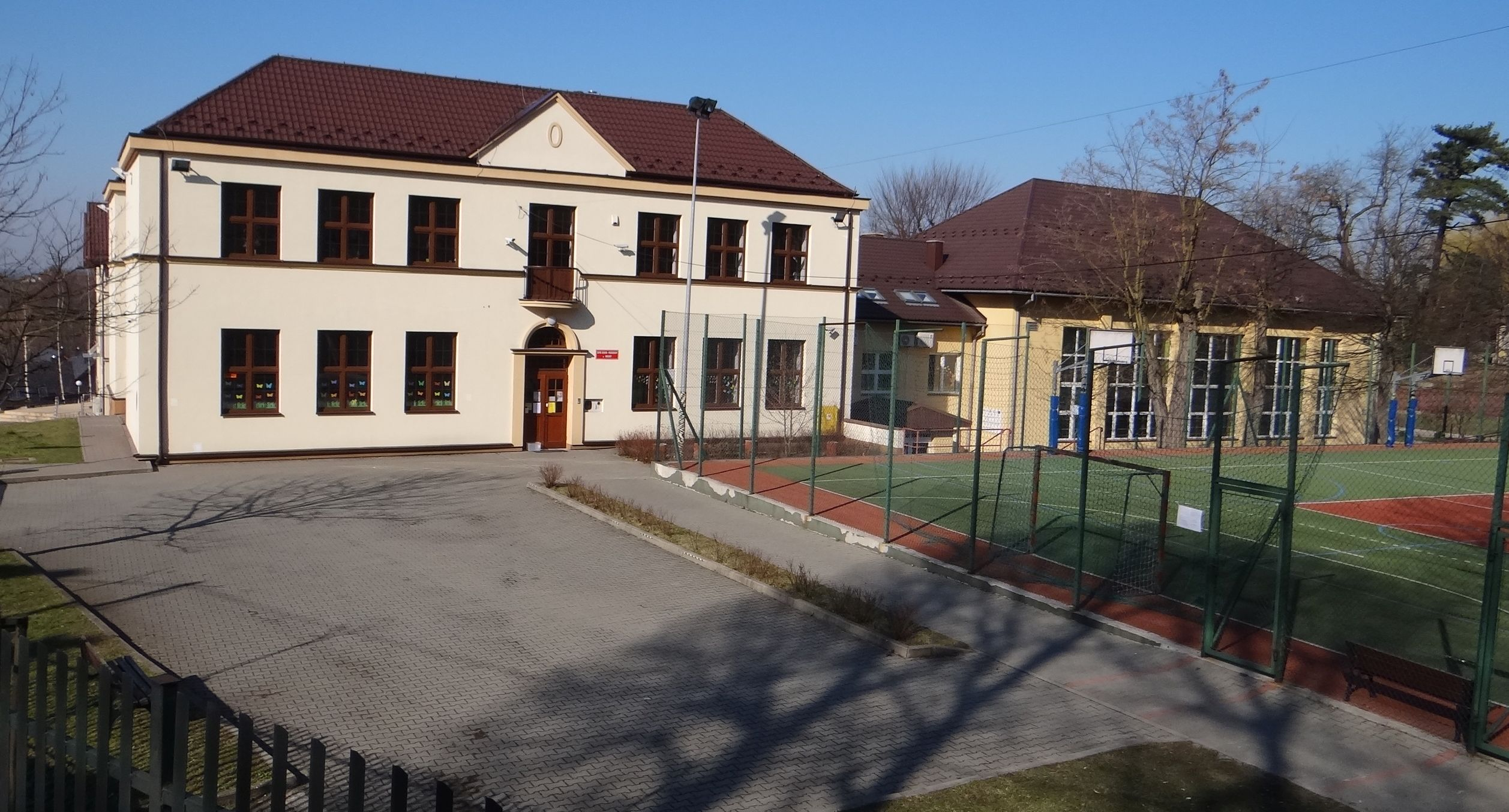
Szkoła

Modlnica – wieś w Polsce położona w województwie małopolskim, w powiecie krakowskim, w gminie Wielka Wieś.
W latach 1954–1968 wieś należała i była siedzibą władz gromady Modlnica, po jej zniesieniu przez zmianę siedziby w gromadzie Wielka Wieś. W latach 1975–1998 miejscowość należała administracyjnie do województwa krakowskiego.
Integralne części miejscowości: Folwark, Szydło.
Modlnica przylega do północno-zachodniej granicy Krakowa przy drodze krajowej nr 94 do Olkusza. Zajmuje obszar 425,4 ha i liczy 2533 (2022 r.) mieszkańców.
Miejscowość zamieszkują wyznawcy Kościoła rzymskokatolickiego i Świadkowie Jehowy.

## Historia
Pierwsze ślady osadnictwa na terenie obecnej Modlnicy pochodzą z neolitu, z lat 4500–1650 przed naszą erą. Znajdowała się tu prawdopodobnie pogańska świątynia, według legendy w jej pobliżu św. Wojciech w czasie swej misyjnej wędrówki do Polski dokonywał chrztów.
Nazwa Modlnicy wiąże się z tą legendą według której święty tu się właśnie zatrzymał i modlił, a z pozostawionej przezeń podróżnej laski, wyrosło potężne lipowe drzewo. Zgodnie z tradycją znajdująca się przy wjeździe do Modlnicy kapliczka z figurą świętego Wojciecha ma upamiętniać tę historię.
Pierwsza wzmianka o Modlnicy jako wsi na przywileju Bolesława Wstydliwego datowana jest na rok 1254.
W Modlnicy znajduje się unikatowy kościółek drewniany z II poł. XVI wieku pw. św. Wojciecha i Matki Bożej Bolesnej. Przed kościołem znajduje się wolno stojąca dzwonnica z XVIII w. z dzwonami pochodzącymi z 1492 i 1542 roku.
W pobliżu kościoła znajduje się park z barokowo-klasycystycznym dworkiem szlacheckim z drugiej połowy XVIII wieku (przebudowanym w 1813 r.). Dwór, wraz z przyległym pięknym włoskim parkiem, z kilkusetletnimi lipami, olbrzymimi topolami, wierzbami i wiązami należał do rodziny Konopków. Na zaproszenie Józefa Konopki przebywał tu Oskar Kolberg, który pracował nad kolejnymi tomami swojego słynnego dzieła pt. "Lud". Liczne wycieczki i bezpośredni kontakt z miejscowym folklorem ułatwiały tę pracę. W latach 1871–1875 ukazuje się "Krakowskie" w czterech częściach. Po śmierci Konopki, Kolberg przeniósł się już na stałe do Krakowa. W okresie międzywojennym był w rozkwicie i w znacznym stopniu wpływał na kulturę Modlnicy. W tym czasie majątkiem władał szambelan Adam Nowina Konopka. Konopka wspierał kulturalną i artystyczną działalność miejscowego nauczyciela Józefa Lachnera, darzył też wielką przyjaźnią i wspierał wielodzietną rodzinę kierownika szkoły.
Dobra dworu rozciągały się w kierunku zachodnim po Modlniczkę (należącą także do Konopków) i dalej po Tomaszowice. Dwór w Tomaszowicach ongiś również był własnością rodziny Konopków, później rodu Ziemblic-Boguszów z Brzezia. Wywłaszczony jednak po II wojnie światowej zamieniony został na tuczarnię świń.
Po śmierci Adama Konopki w 1931 roku modlnicki dwór zaczął podupadać. Dzieci Konopków powyjeżdżały dla nauki w świat, w końcu i sama właścicielka przeniosła się do Krakowa. Po II wojnie światowej wywłaszczony dwór modlnicki popadł w ruinę. Został odrestaurowany dopiero w latach 60. XX wieku, gdy przeszedł w zarządzanie Uniwersytetu Jagiellońskiego jako „Dom Pracy Twórczej” (obecnie: Ośrodek Recepcyjno-Konferencyjny Rektora Uniwersytetu Jagiellońskiego .

## Zabytki
Obiekty wpisane do rejestru zabytków nieruchomych województwa małopolskiego.
- Kościół parafialny pw. św. Wojciecha, dzwonnica, otoczenie w granicach muru, bramka w ogrodzeniu, drzewostan;
- kaplica pw. św. Wojciecha, otoczenie z drzewostanem;
- zespół dworski: dwór z przyległym murem, pergolą i wieżyczką, lamus, park i tereny pofolwarczne w granicach ogrodzenia;
- dom nr 105, dawna komora celna austriacka.

## Szkoła Podstawowa w Modlnicy
"W 1820 r. wybudowano szkołę w Modlnicy. Pierwszym w niej nauczycielem był Jan Dębiński, weteran wojsk kościuszkowskich. Po nim był nauczycielem z jakie 40 lat Antoni Bocheński rodem z Krakowa – człowiek światły, biegły w łacinie i literaturze polskiej" – pisał przed laty miejscowy kapłan – ks. Strzelichowski. Był to niewielki, parterowy, murowany, kryty dachówką budynek z dwoma izbami lekcyjnymi. Fundatorem był właściciel modlnickiego majątku Tadeusz Konopka.
W okresie międzywojennym do szkoły uczęszczały dzieci z Modlnicy, Modlniczki i Tomaszowic. W 1929 roku władze oświatowe podjęły decyzję o rozbudowie. Inicjatywa w tej sprawie wyszła od ówczesnego kierownika szkoły Józefa Nogi. On też, przy wsparciu przewodniczącego społecznego komitetu budowy Tomasza Mazura kierował rozbudową.
Pierwotny, ciasny jak na faktyczne potrzeby budynek został powiększony poprzez dobudowanie do niego dwóch skrzydeł: wschodniego – frontowego i zachodniego. Po przebudowie ten niepozorny domek stanowił środkową – wewnętrzną część nowego budynku szkolnego. Obok szkoły, przedzielony podwórkiem, znajdował się również skromny parterowy dom, będący mieszkaniem dla nauczycieli (później mieściła się w nim biblioteka, obecnie już zburzony). Do szkoły przypisany był ogród owocowo-warzywny.
Prace budowlane trwały od 23 kwietnia do 17 listopada 1929 roku. Z ramienia władz formalnego otwarcia dokonał naczelnik wydziału krakowskiego kuratorium Bronisław Trepka, który reprezentował władze razem ze starostą powiatu krakowskiego Gustawem Orłowskim. Ceremonii poświęcenia nowego budynku dokonał ówczesny proboszcz Modlnicy Jakób Janik (pisownia oryginalna). Klucze do budynku odebrał kierownik Józef Noga. Bryła budynku zachowała się do dziś. Kilka lat temu zburzony został dom nauczycieli, a w to miejsce zbudowano obszerną salę sportową.
W 1935 roku, Józef Noga został kierownikiem szkoły na krakowskiej Woli Justowskiej, a kierownictwo modlnickiej szkoły objął Józef Lachner.

## Archiwalne zdjęcia Modlnicy

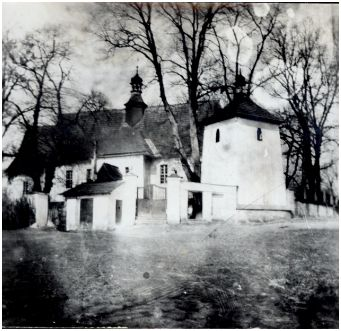
Kościół w latach 20. XX w.
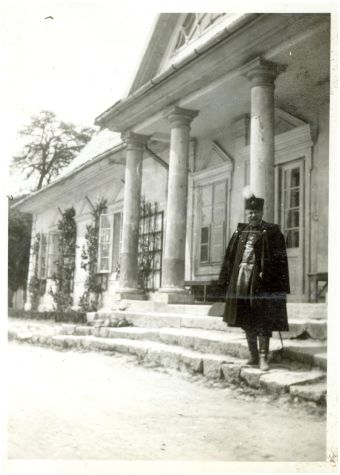
Adam Nowina Konopka przed swym dworem w Modlnicy, 1929 rok
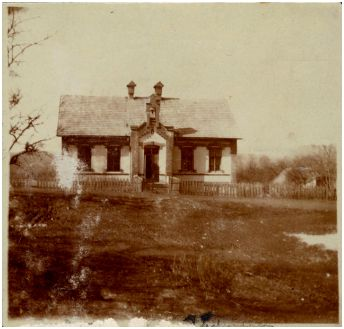
Szkoła podstawowa w Modlnicy, 1928 rok
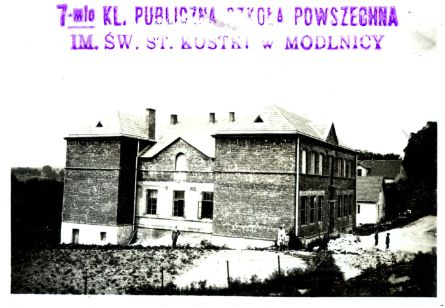
Szkoła po rozbudowie, 1929 rok
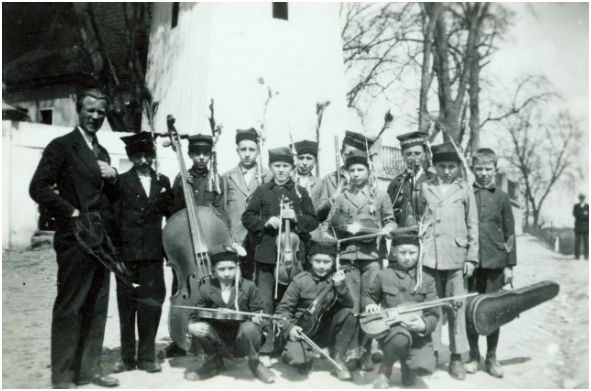
Jozef Lachner ze szkolną kapelą przed kościołem w Modlnicy, maj 1934
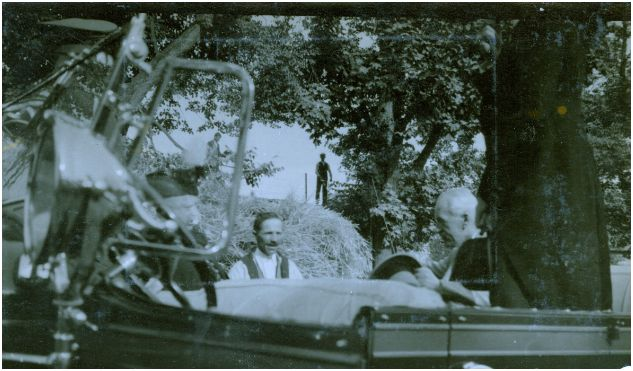
Wizyta prezydenta Ignacego Mościckiego w Modlnicy, 24 lipca 1919 r.

## Odkrycia archeologiczne
W listopadzie 2008 r. archeolodzy prowadzący badania na terenie przyszłej obwodnicy Krakowa znaleźli ślady cmentarzyska z czasów kultury łużyckiej z VI wieku p.n.e., a na nim m.in. niespotykany, bogato wyposażony grób z wczesnej epoki żelaza.

## Osoby związane z miejscowością
- Jan Karcz, polski dowódca wojskowy.